# Bob (chapeau)
Pour les articles homonymes, voir Bob.

Un bob.

Un bob est un petit chapeau rond et mou, généralement en tissu ou toile. Pratique, il se plie ou se froisse pour rentrer dans n'importe quelle poche.
C'est un couvre-chef utilisé par les pilotes de planeur ou par les pêcheurs. Ils ont en effet besoin de se protéger du soleil tout en conservant une bonne visibilité, notamment parce que la visière d'une casquette gênerait trop la vision.

## Étymologie
Le mot « bob » est une forme hypocoristique anglo-américaine de Robert, qui désigne notamment les soldats de l'infanterie légère. Il a probablement été introduit en France pendant la Première Guerre mondiale, après l'entrée en guerre des troupes alliées.
Selon un article d'Édouard Launet paru dans Libération en 2004, le bob tiendrait son nom du surnom de Robert B. Robert, un Américain qui l'aurait inventé en juillet 1924. Mais cette version — assurément farfelue — est contredite par la presse française : ainsi la maison Griotteray propose déjà en 1917 un « petit chapeau "bob" » fabriqué en crêpe Georgette et porté bord relevé.

## Origines

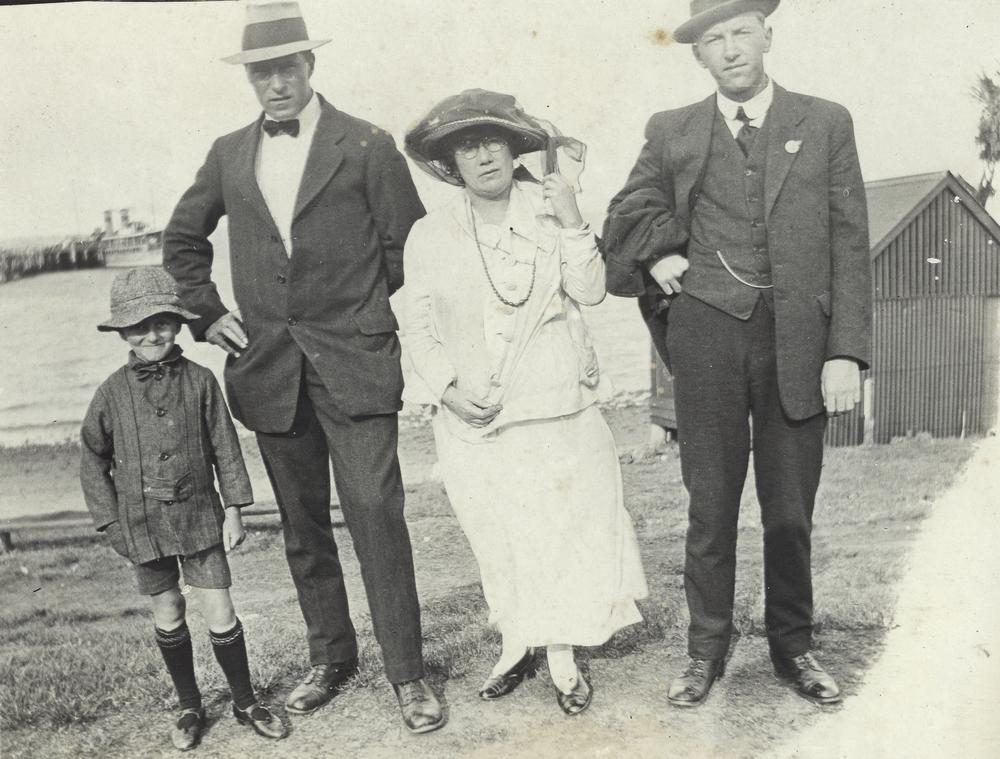
Australien portant un bob en tweed, 1917.

Le bob aurait commencé à être porté dans les années 1900. Originellement fabriqué en feutre ou en tweed, ces chapeaux étaient portés par les fermiers et pécheurs irlandais en guise de protection contre la pluie. La lanoline de la laine non lavée rendait ces chapeaux naturellement imperméables.
À partir de l'entre-deux-guerres, ces « chapeaux de marche irlandais » ont été rapidement adoptés à l'échelle internationale pour les activités champêtres car, une fois pliés, ils pouvaient tenir dans une poche de manteau. Si le chapeau tombait dans la boue, il pouvait être facilement nettoyé avec une éponge humide et il pouvait être remodelé à l'aide de la vapeur d'une bouilloire. Dans les années 1960, il était souvent porté par les membres de la sous-culture Mod.
Le bob moderne est dérivé d'un chapeau tropical en coton vert olive qui a été remis à l'armée américaine pendant la guerre du Viêt Nam.

## Dans la culture populaire
Le bob, également connu sous le nom de chapeau de pêcheur, est un couvre-chef iconique qui est devenu un symbole de la culture populaire. Le chapeau a connu une popularité croissante dans les années 1960 et 1970, en particulier dans la scène musicale et la culture hippie.
Depuis lors, il est devenu un élément de mode intemporel qui continue d'être porté par des célébrités et des artistes du monde entier.
Dans le film Serpico, sorti en 1973, l'acteur Al Pacino porte un bob dans le rôle principal de l'officier de police Frank Serpico. Le chapeau ajoute à son personnage une touche de décontraction et de nonchalance, tout en étant un élément pratique pour se protéger du soleil ou de la pluie.
Johnny Depp  quant à lui, a porté un bob dans le film Las Vegas Parano de 1998. Dans ce film, son personnage est basé sur le journaliste gonzo Hunter S. Thompson, qui était lui-même connu pour porter un bob. Le chapeau de Depp ajoute une touche de folie et de chaos à son personnage, reflétant le style de vie excentrique et aventureux de Thompson.
En musique, de nombreux artistes ont également adopté le bob comme partie intégrante de leur style. Les rappeurs du groupe Run–D.M.C. sont connus pour leur look décontracté et leur amour des chapeaux de toutes sortes, y compris le bob. De même, les membres du Wu-Tang Clan ont été vus à plusieurs reprises portant des chapeaux de pêcheurs dans leurs clips musicaux et leurs performances en direct.
Plus récemment, le groupe de rap français PNL a popularisé le bob dans la scène musicale française. Les frères Ademo et N.O.S., qui composent le groupe, sont souvent photographiés portant des chapeaux de pêcheurs dans leurs clips musicaux et leurs apparitions publiques. Ils ont même sorti leur propre ligne de bobx, qui est rapidement devenue un succès auprès de leurs fans.
En somme, le bob est devenu un accessoire de mode populaire dans la culture populaire, porté par des acteurs, des musiciens et des célébrités du monde entier. Sa popularité est due à son look décontracté et pratique, ainsi qu'à son association avec des mouvements culturels comme la culture hippie et la musique rap.